# Agra jimwappes
Agra jimwappes – gatunek chrząszcza z rodziny biegaczowatych i podrodziny Lebiinae.
Gatunek ten został opisany w 2002 roku przez Terry'ego L. Erwina na podstawie pojedynczego okazu samicy. W obrębie rodzaju Agra zaliczany jest do grupy gatunków A. arrowi.
Chrząszcz o ciele długości 15,1 mm i szerokości 3,8 mm, ubarwiony kasztanowo ze smolistymi zgięciami stawów i głową. Głowa i przedplecze silnie błyszczące. Pokrywy nieco matowe, z podwójnymi rzędami punktów między zagonikami i o wyraźnie skośnie ściętym wierzchołku z małym ząbkiem bocznym. Szóste sternum samicy płytko V-kształtne.
Gatunek neotropikalny, znany wyłącznie z Kostaryki.